# Mehdi Taouil
Mehdi Taouil (20 de maio de 1983) é um futebolista profissional franco-marroquino que atua como meia.

## Carreira
Mehdi Taouil representou a Seleção Marroquina de Futebol nas Olimpíadas de 2004.